# Perdita novaeangliae
Perdita novaeangliae är en biart som beskrevs av Henry Lorenz Viereck 1907. Perdita novaeangliae ingår i släktet Perdita och familjen grävbin. Inga underarter finns listade i Catalogue of Life.